# Etelredo (arcivescovo)
Etelredo (in inglese Æthelred o Ethelred; ... – 30 giugno 888) è stato un arcivescovo anglosassone.

## Biografia
Per quanto alcune fonti, tra cui la Cronaca anglosassone, affermino che Etelredo fosse vescovo di Wiltshire prima della sua elevazione ad arcivescovo di Canterbury, questa ipotesi è stata smentita e viene attribuita alla confusione con Alfrico. Fu consacrato arcivescovo nell'870 e trascorse gran parte del suo episcopato occupandosi della devastazione lasciata dalle incursioni vichinghe.
Parallelamente, Etelredo subì pressioni sia da Alfredo il Grande sia da papa Giovanni VIII: mentre la natura dei problemi con il primo sono ignoti, il papa insisteva affinché gli ecclesiastici anglosassoni adottassero gli abiti dei religiosi continentali, invece delle corte tuniche in uso presso il loro popolo. La posizione di Etelredo a riguardo è ignota, ma se provò a dare seguito alle richieste papali, fallì nell'impresa.
Nell'877 scrisse al papa per protestare per il trattamento che Alfredo riservava all'arcidiocesi di Canterbury e Giovanni rispose esprimendo il suo sostegno e invitando il re anglosassone a rispettare i diritti dell'arcidiocesi. Inoltre, così come il suo predecessore Ceolnoth, Etelredo dovette affrontare un drastico declino della vita monastica e della qualità del lavoro degli scriptoria: documenti ufficiali del periodo rivelano una rudimentale conoscenza del latino e molteplici errori di trascrizione.
Morì nell'888.

## Successione apostolica
La successione apostolica è:
- Vescovo Wereferth (873)